# دوشیزه ترنس جهانی

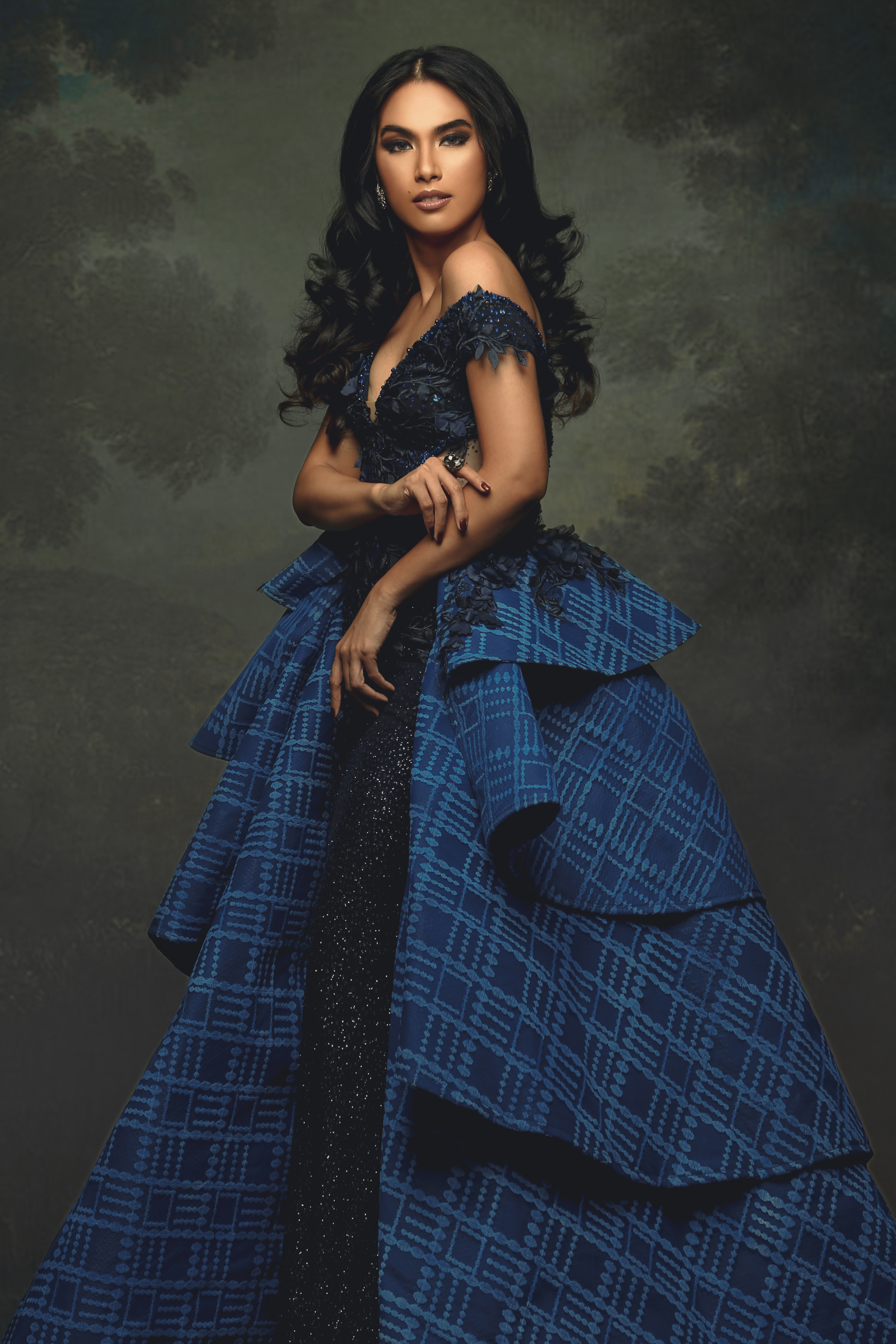
ملا حابیجان، دوشیزه ترنس جهانی ۲۰۲۰

دوشیزه ترنس جهانی (به انگلیسی: Miss Trans Global) مسابقه زیبایی زنان ترنس است. این مسابقات برای حمایت از ترنسجندرها و همچنین افزایش آگاهی در مورد فرهنگ دگرباشان جنسی و نگرانی‌های دگرباشان جنسی، به ویژه در کشورهایی که ترنس هراسی و همجنس‌گرا هراسی در آنها شایع است، مورد توجه قرار گرفته‌است. این مسابقه خود را به عنوان فضایی امن برای زنان ترنس معرفی می‌کند تا تجربیات زندگی خود را از طریق سخنرانی، نمایش استعدادها و هنر به اشتراک بگذارند.
دوشیزه ترنس جهانی حال کوهونی اسکارلت از فرانسه است.

## برندگان
| Edition | Country | Titleholder        | National Title                | Venue of Competition | Number of Entrants |
| ------- | ------- | ------------------ | ----------------------------- | -------------------- | ------------------ |
| ۲۰۲۵    |         |                    |                               |                      |                    |
| ۲۰۲۴    | فرانسه  | کوهونی اسکارلت     | Miss Trans Global France      | رویداد مجازی         | ۱۰                 |
| ۲۰۲۳    | تایلند  | ساروچا آکاروس      | Miss LGBT Thailand            | رویداد مجازی         | ۱۰                 |
| ۲۰۲۲    | برزیل   | ناتاشا کاردوسو     | Miss Trans Global Brazil      | رویداد مجازی         | ۷                  |
| ۲۰۲۱    | هند     | سروتی سیتارا       | Miss Trans Global India       | رویداد مجازی         | ۱۶                 |
| ۲۰۲۰    | فیلیپین | ملا فرانکو حابیجان | Miss Trans Global Philippines | رویداد مجازی         | ۱۸                 |

### گالری برندگان دوشیزه ترنس جهانی

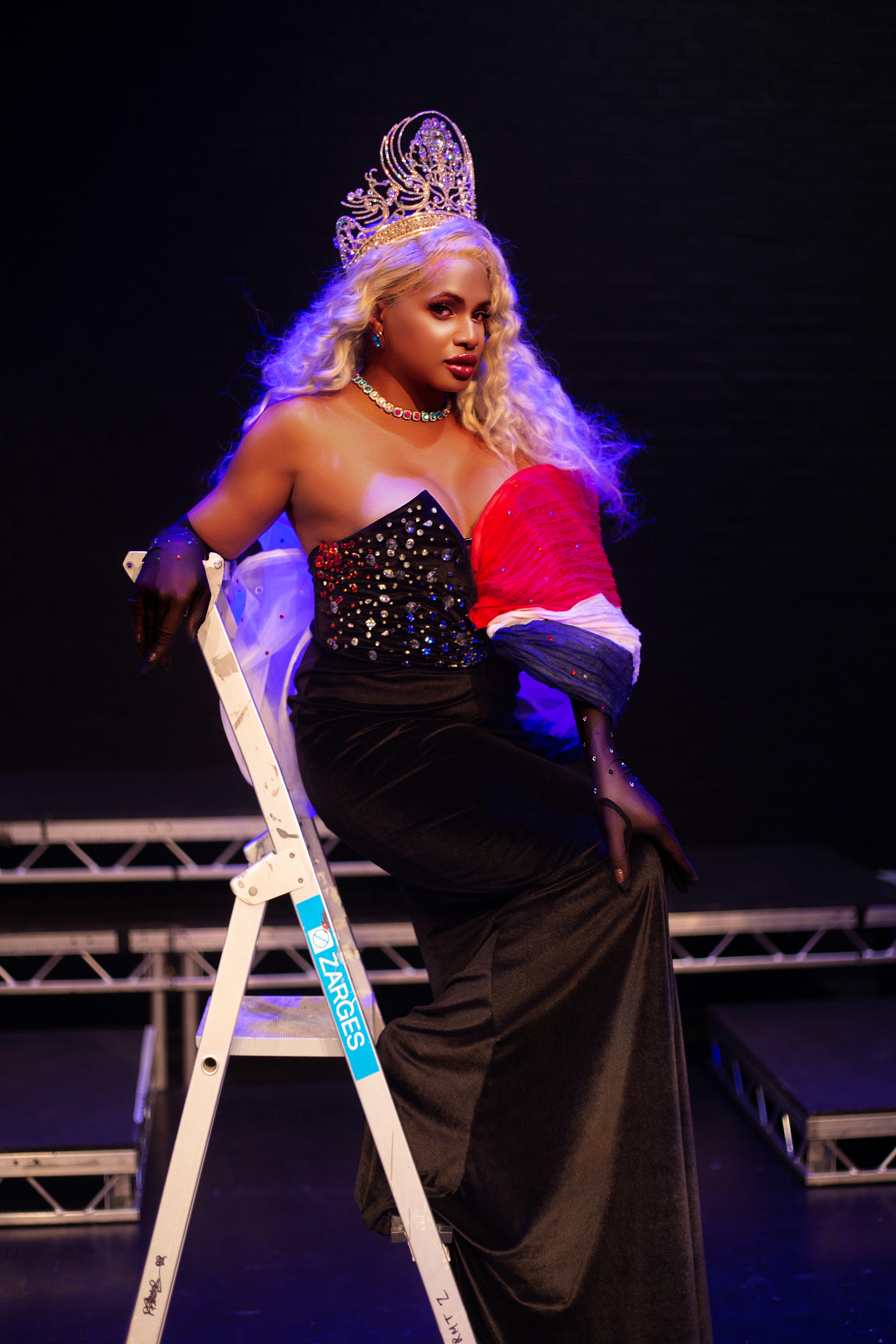
دوشیزه ترنس جهانی ۲۰۲۴ کوهونی اسکارلت فرانسه
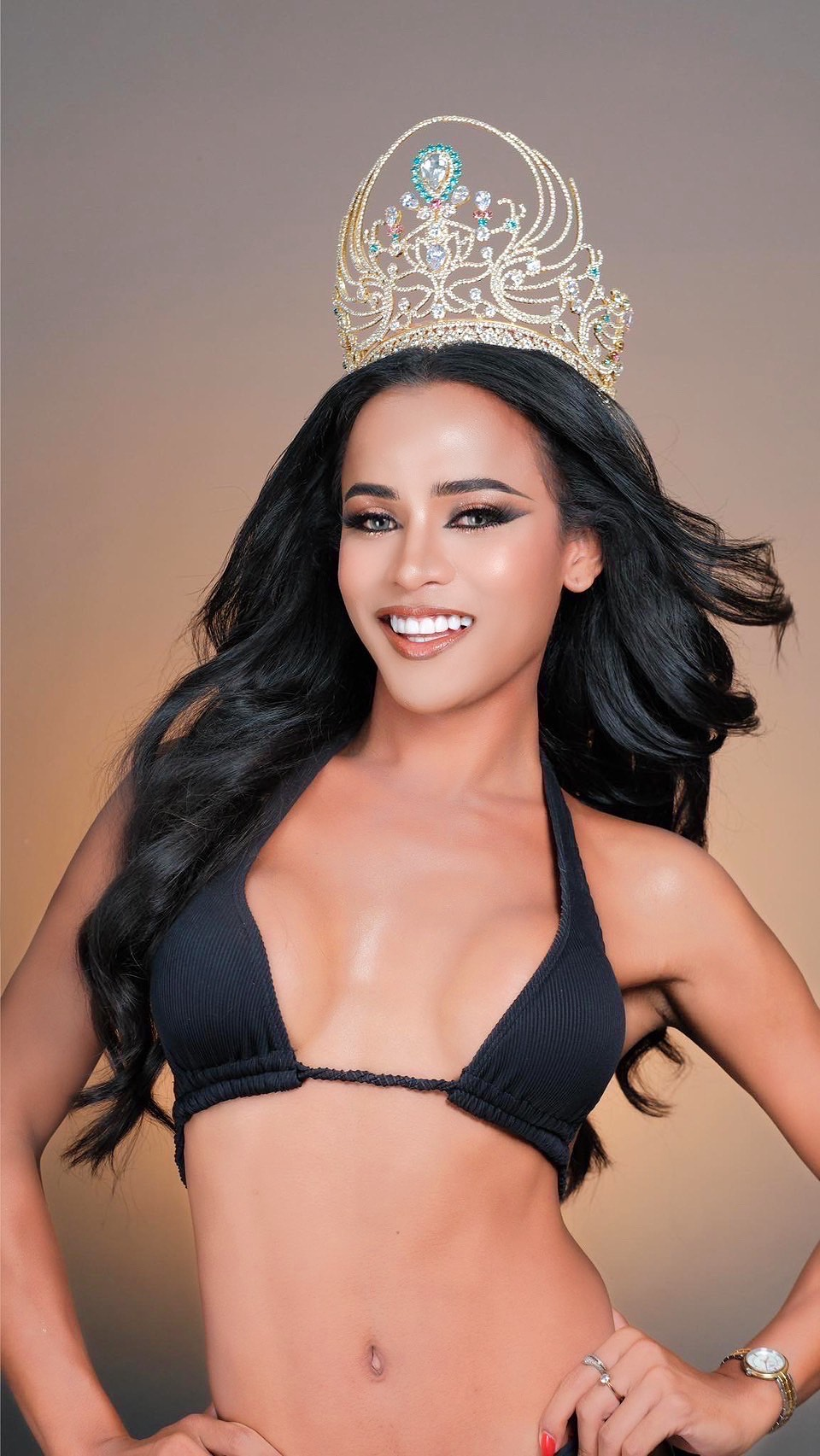
دوشیزه ترنس جهانی ۲۰۲۳ ساروچا آکاروس تایلند
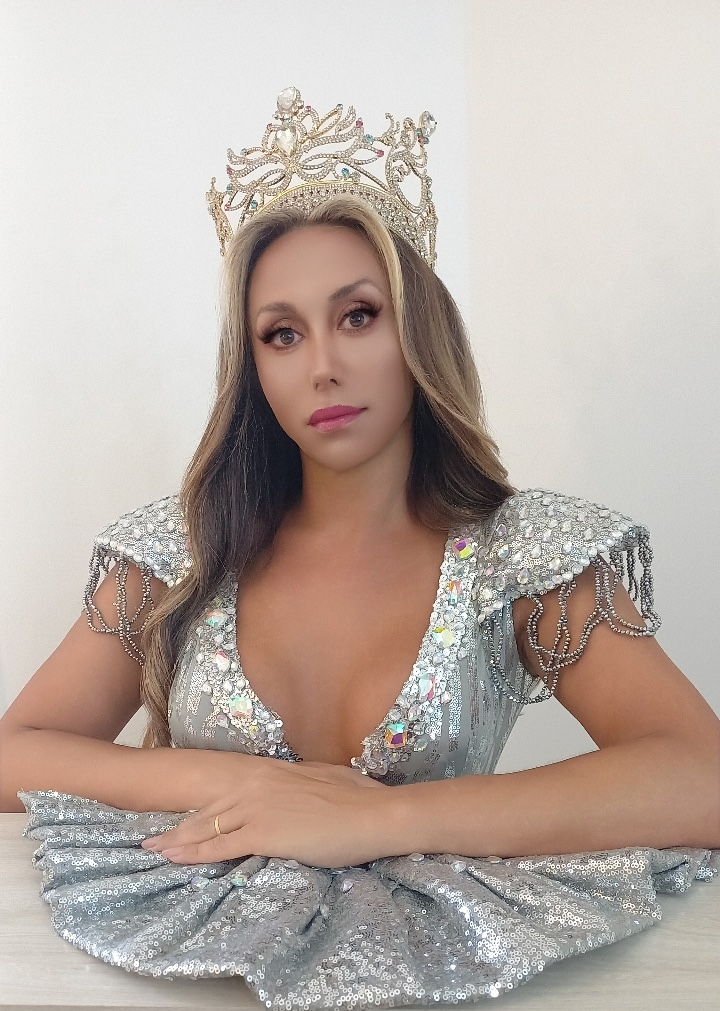
دوشیزه ترنس جهانی ۲۰۲۲ ناتاشا کاردوسو
 برزیل
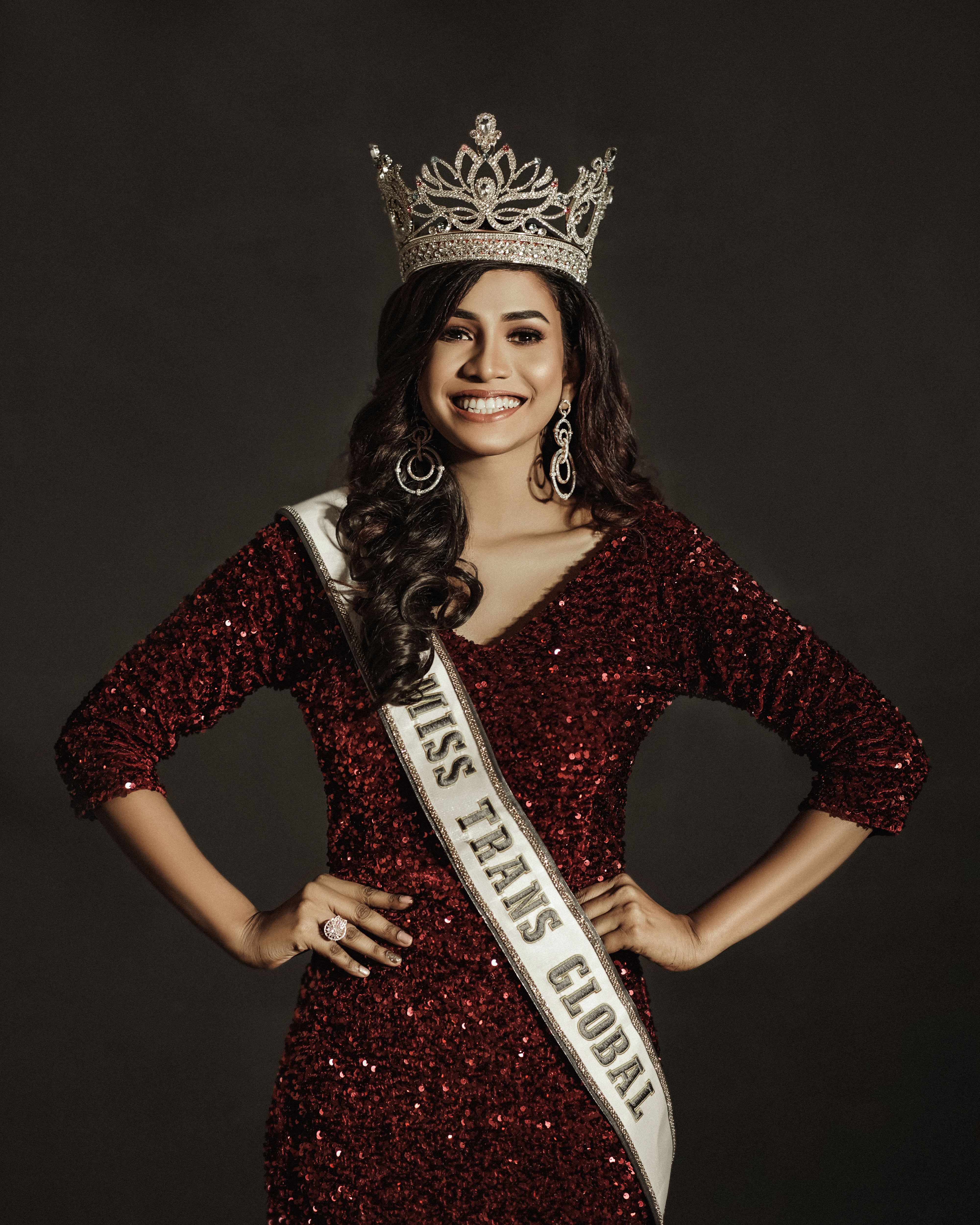
دوشیزه ترنس جهانی ۲۰۲۱ سروتی سیتارا هند
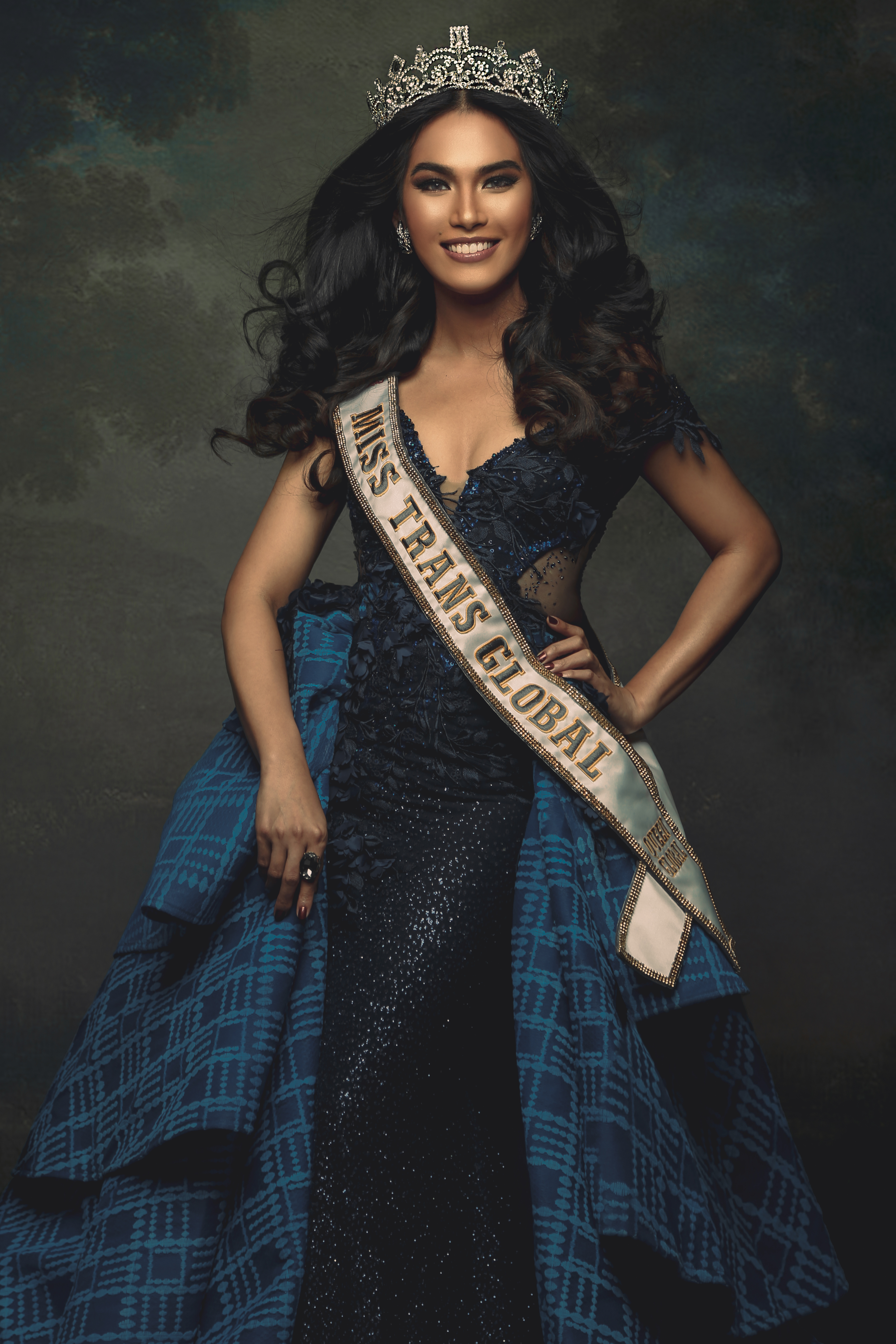
دوشیزه ترنس جهانی ۲۰۲۰ ملا فرانکو حابیجان فیلیپین

## نفرات دوم
| Edition | Duchess Global              | Marchioness Global          | Countess Global                    | Baroness Global                 | Runners-Up               | Runners-Up             |
| Edition | Duchess Global              | Marchioness Global          | Countess Global                    | Baroness Global                 | First Princess Global    | Second Princess Global |
| ------- | --------------------------- | --------------------------- | ---------------------------------- | ------------------------------- | ------------------------ | ---------------------- |
| ۲۰۲۱    | Albiean Revalde · فیلیپین   | Viviana Santibanez · کانادا | Fazelyn Ja'afar · مالزی            | Karla Michelle-Delprado · موریس | Amanda Sandova · اندونزی | Lesly Quispe · پرو     |
| ۲۰۲۰    | Rebeckah Loveday · استرالیا | Veso Golden · اسپانیا       | Semakaleng Mothapo · آفریقای جنوبی | Danielly Drugge · سوئد          | Not awarded until 2021   | Not awarded until 2021 |

#### گالری برگزیدگان سال ۲۰۲۱

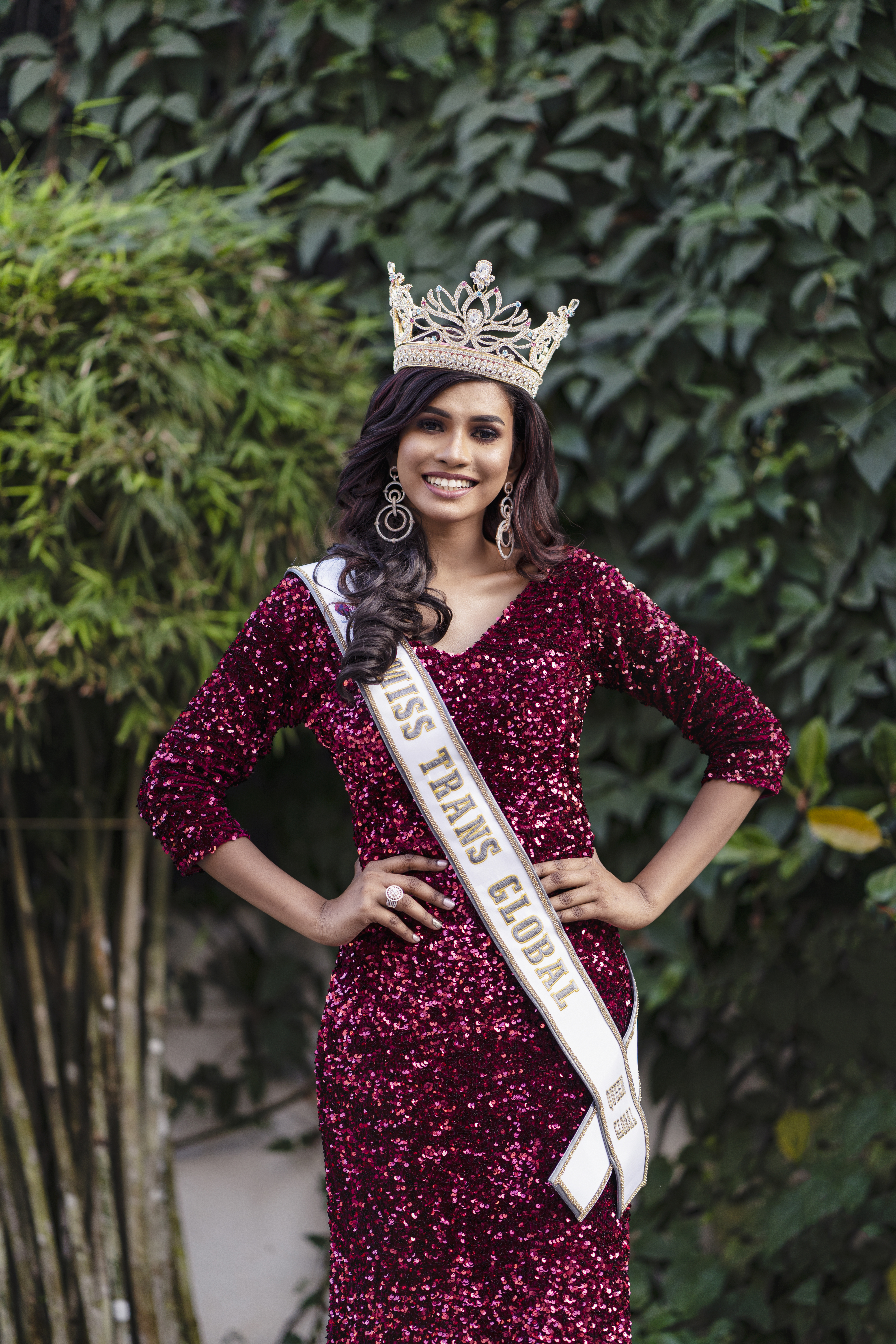
Miss Trans Global 2021 سروتی سیتارا
 هند
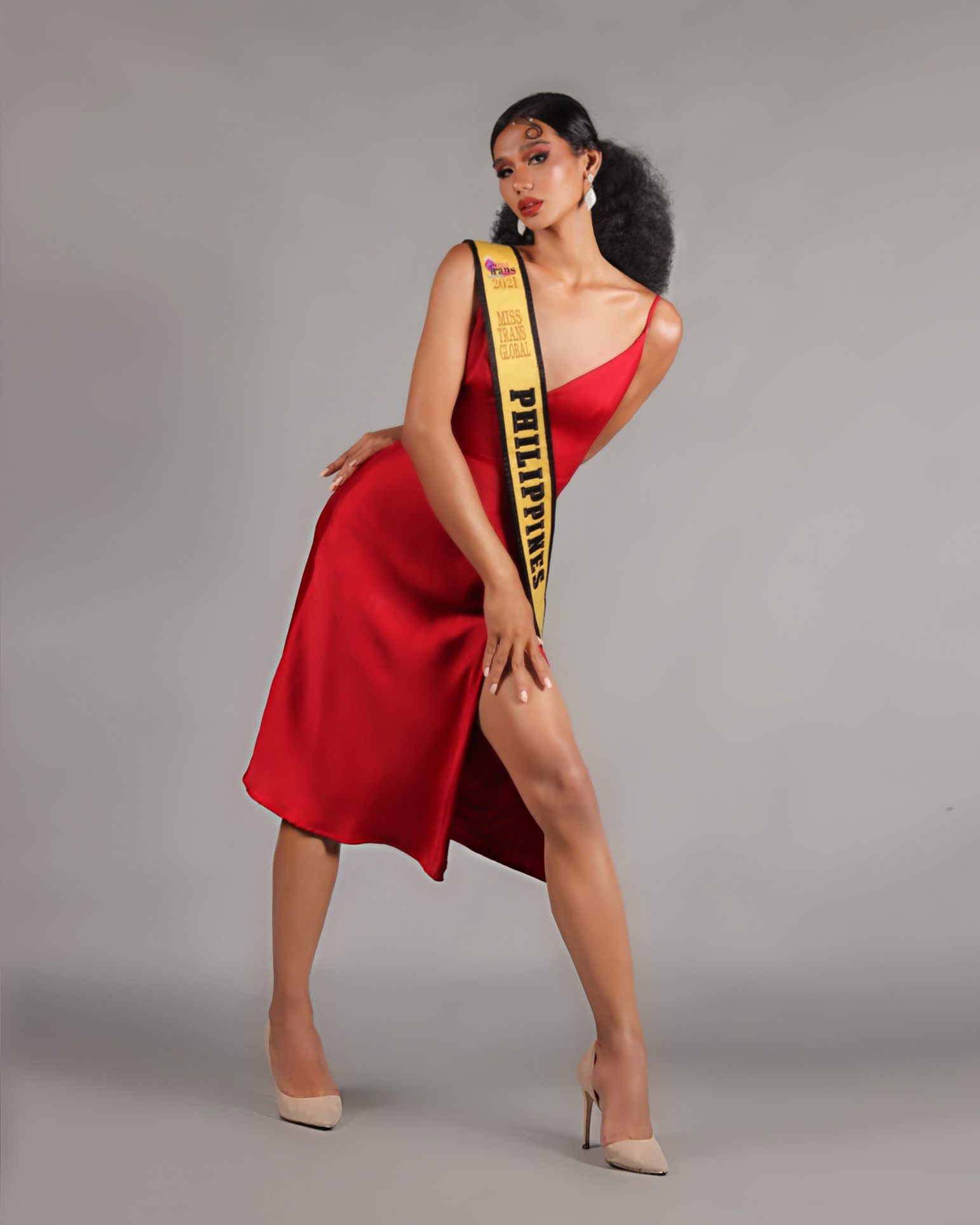
دوشس جهانی ۲۰۲۱ آلبیان روالد فیلیپین
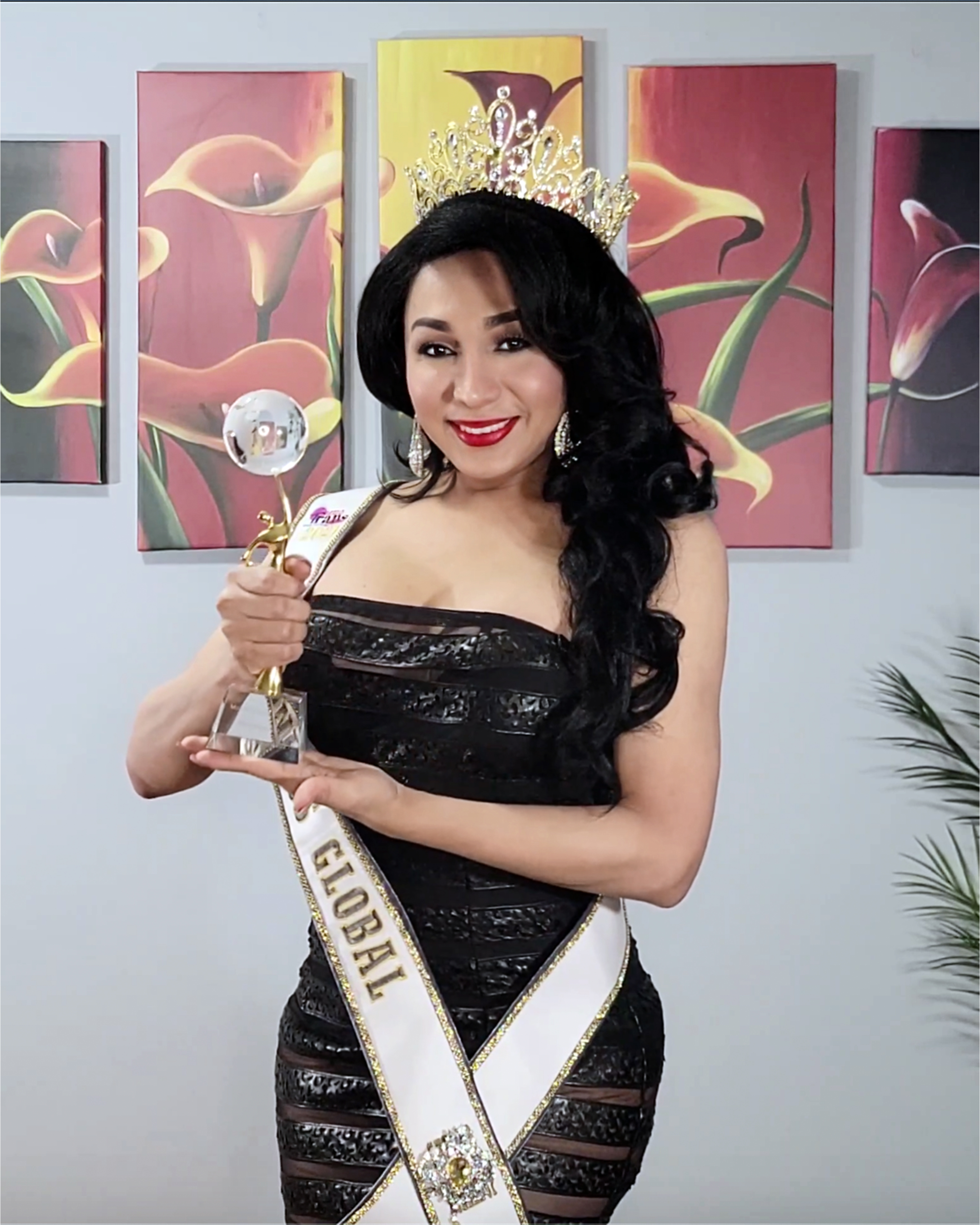
مارچیونی جهانی ۲۰۲۱ ویویانا سانتیبانز
 کانادا
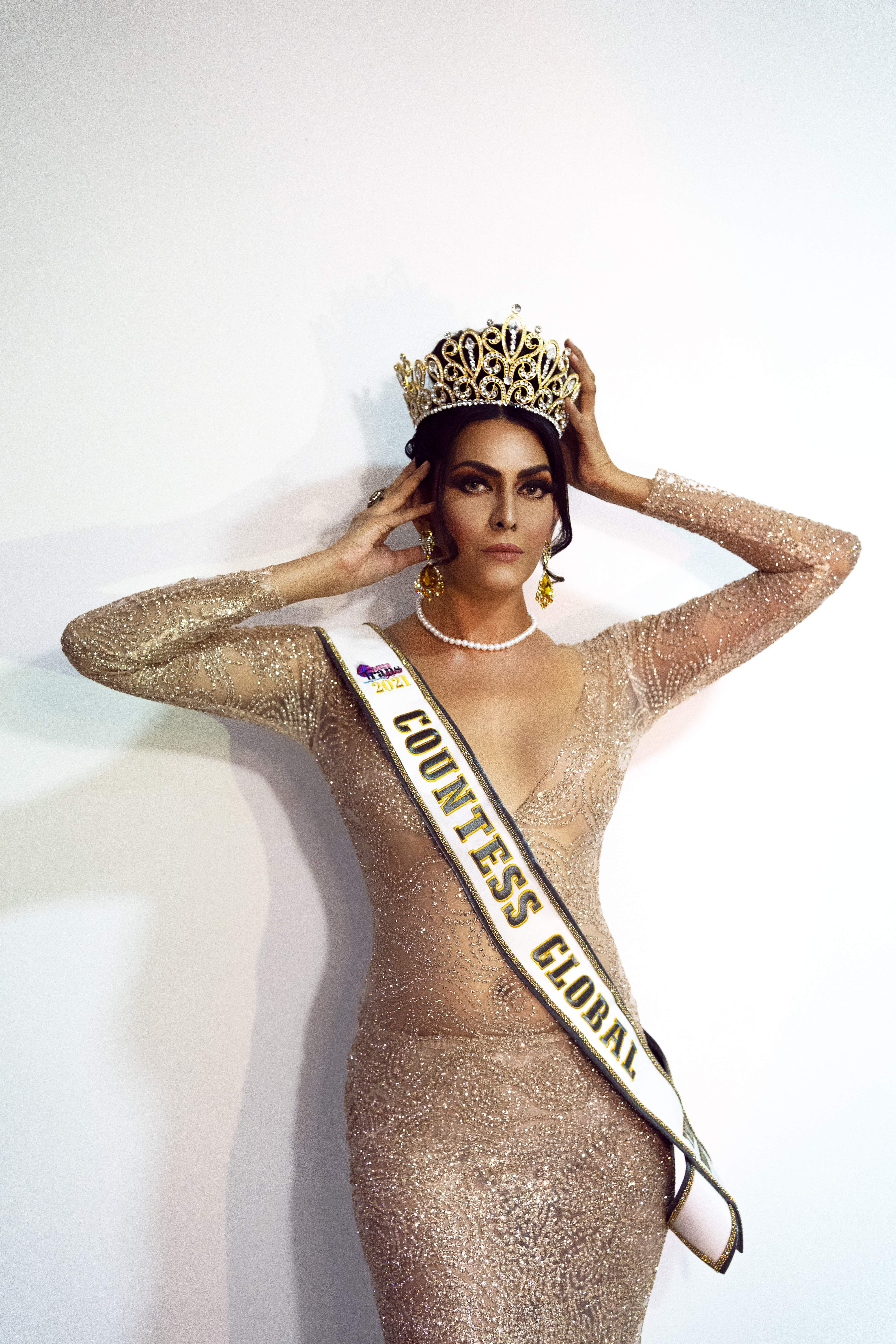
کنتس جهانی ۲۰۲۱ فاضلین جعفر
 مالزی
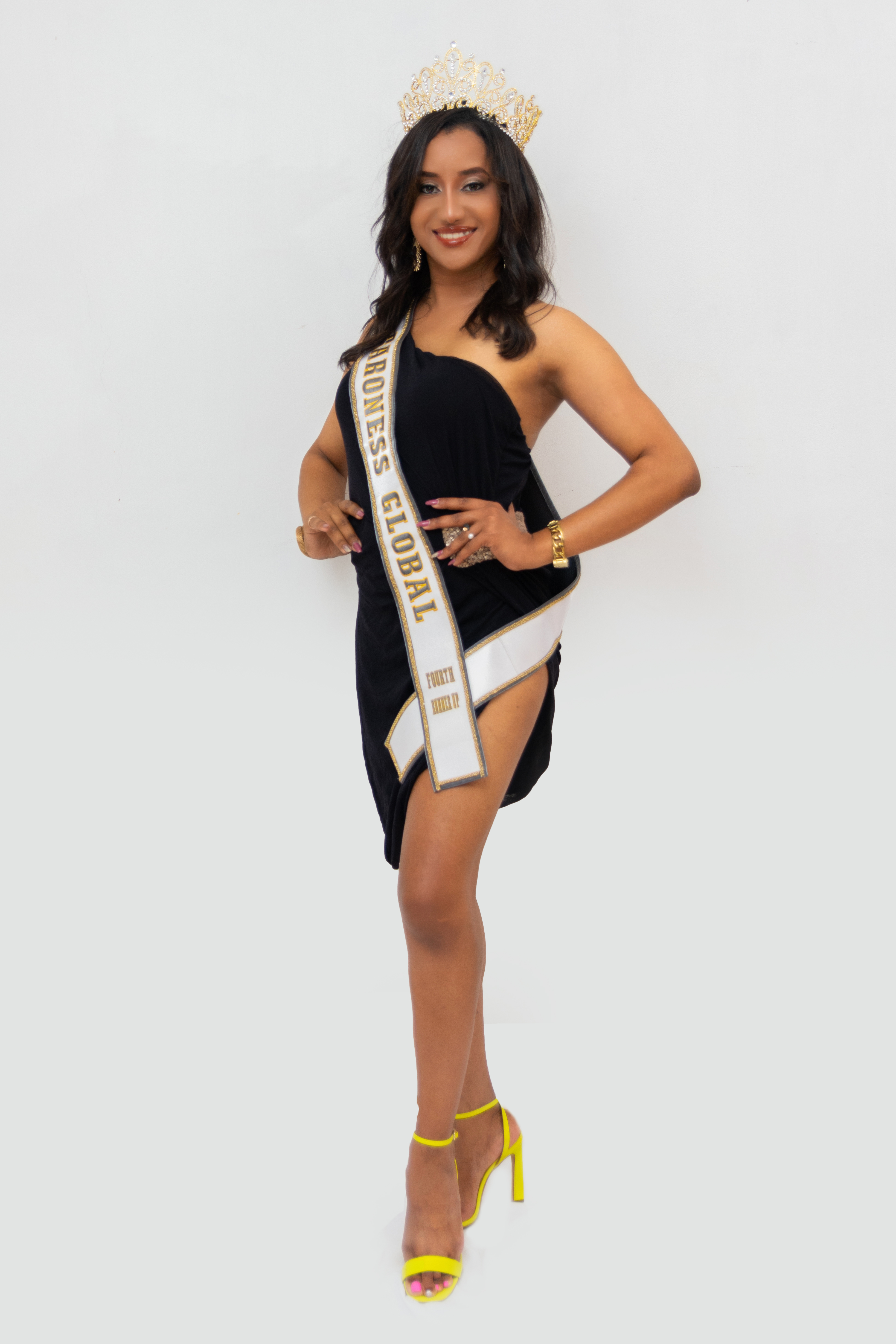
بارونس جهانی ۲۰۲۱ کارلا میشل دلپرادو موریس

### گالری برگزیدگان سال ۲۰۲۰

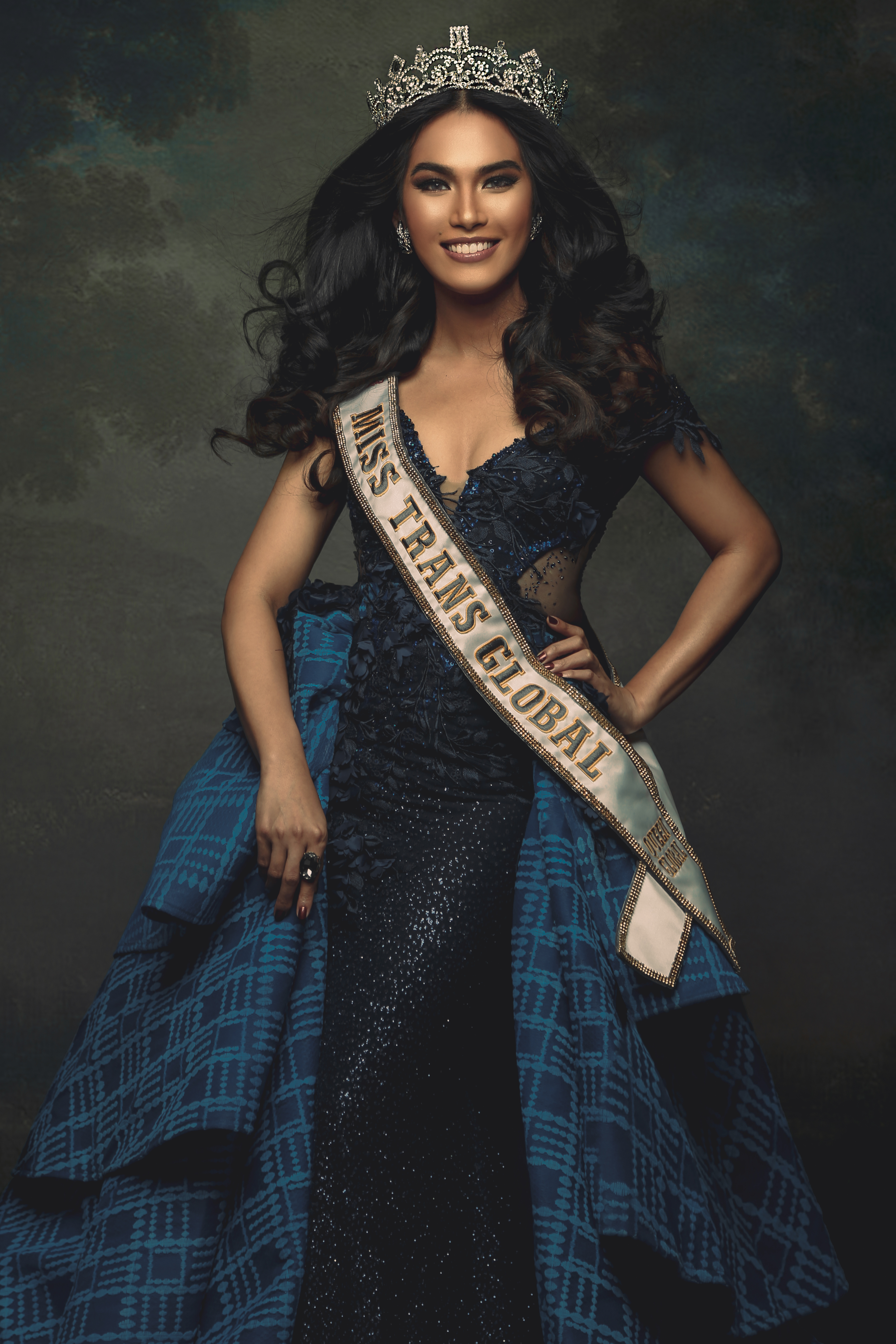
دوشیزه ترنس جهانی ۲۰۲۰ ملا فرانکو حابیجان فیلیپین
دوشس جهانی ۲۰۲۰ ربکا لاودی استرالیا
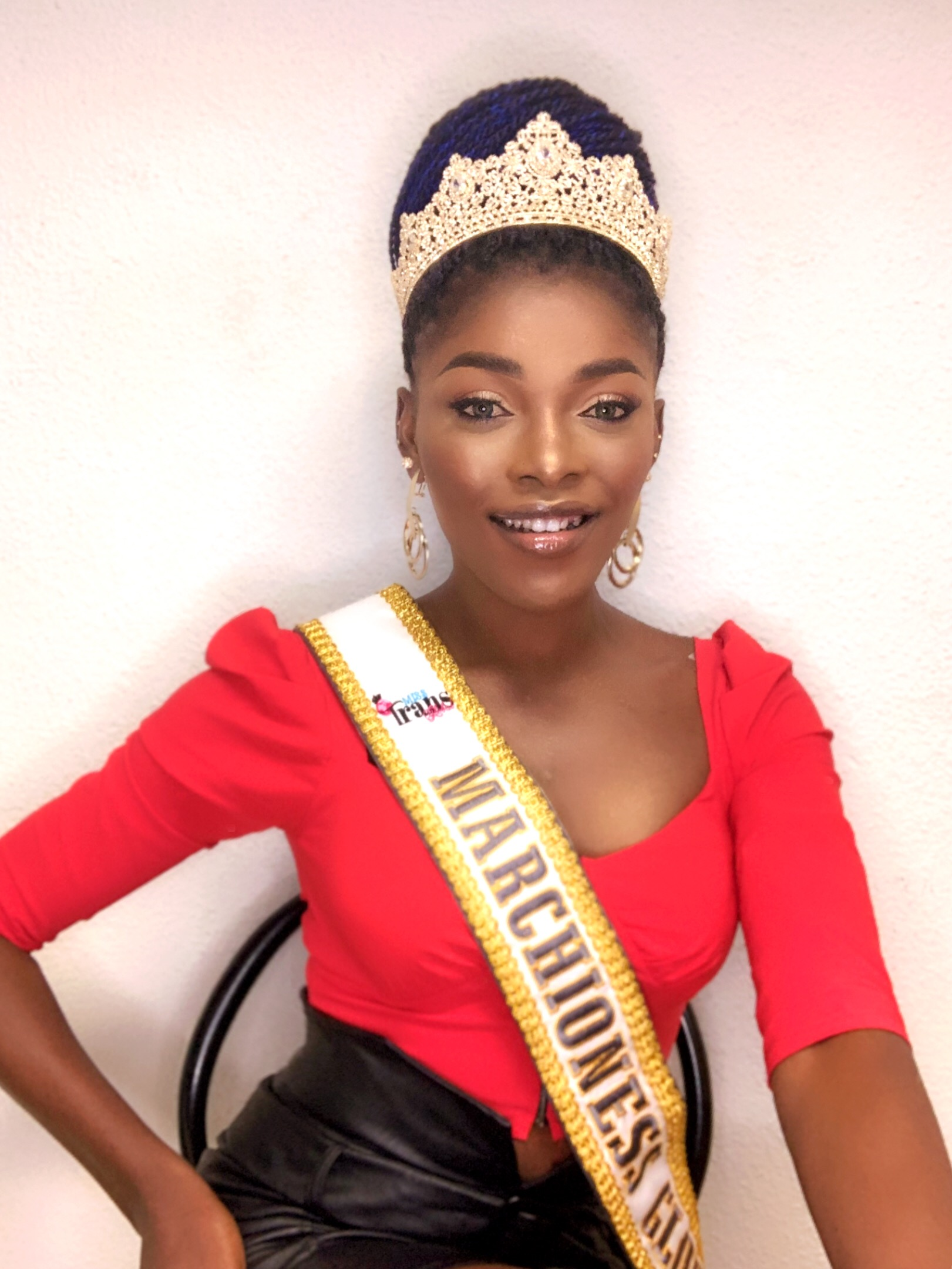
مارچیونی جهانی ۲۰۲۰ وسو گلدن غنا
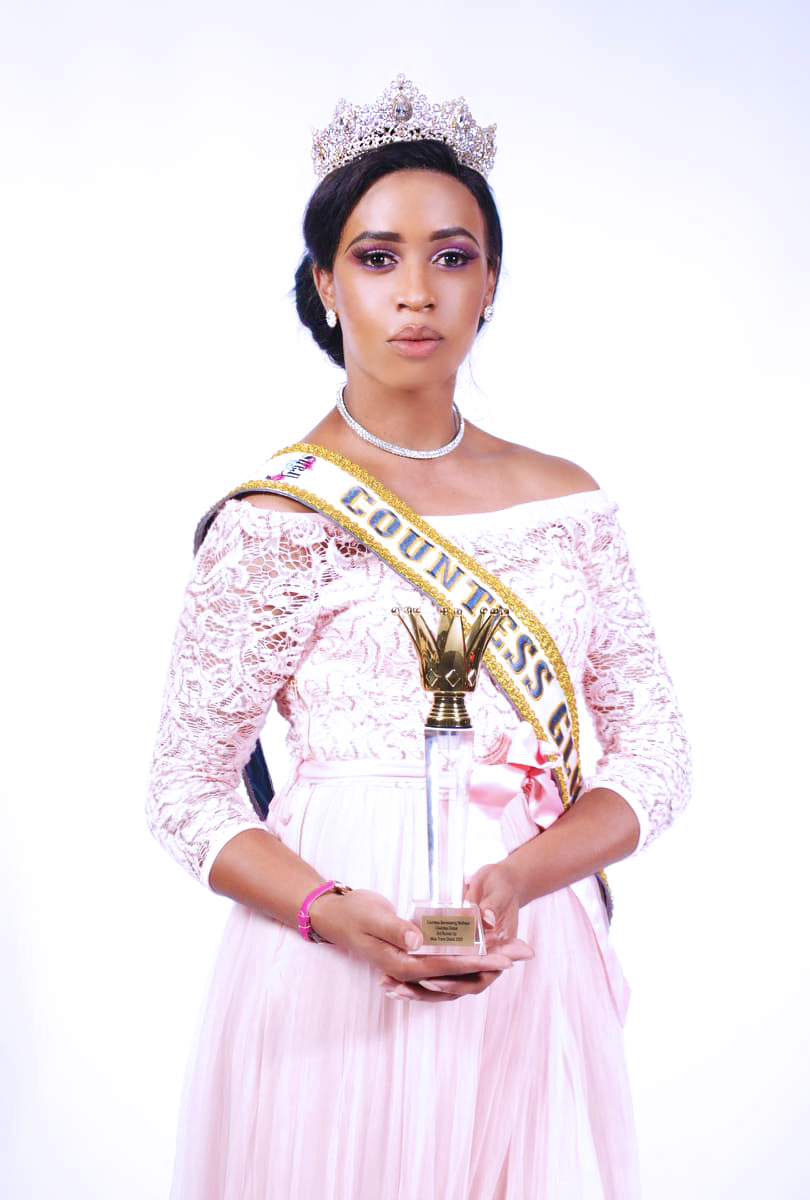
کنتس جهانی ۲۰۲۰ سماکالنگ اسما موتاپو آفریقای جنوبی
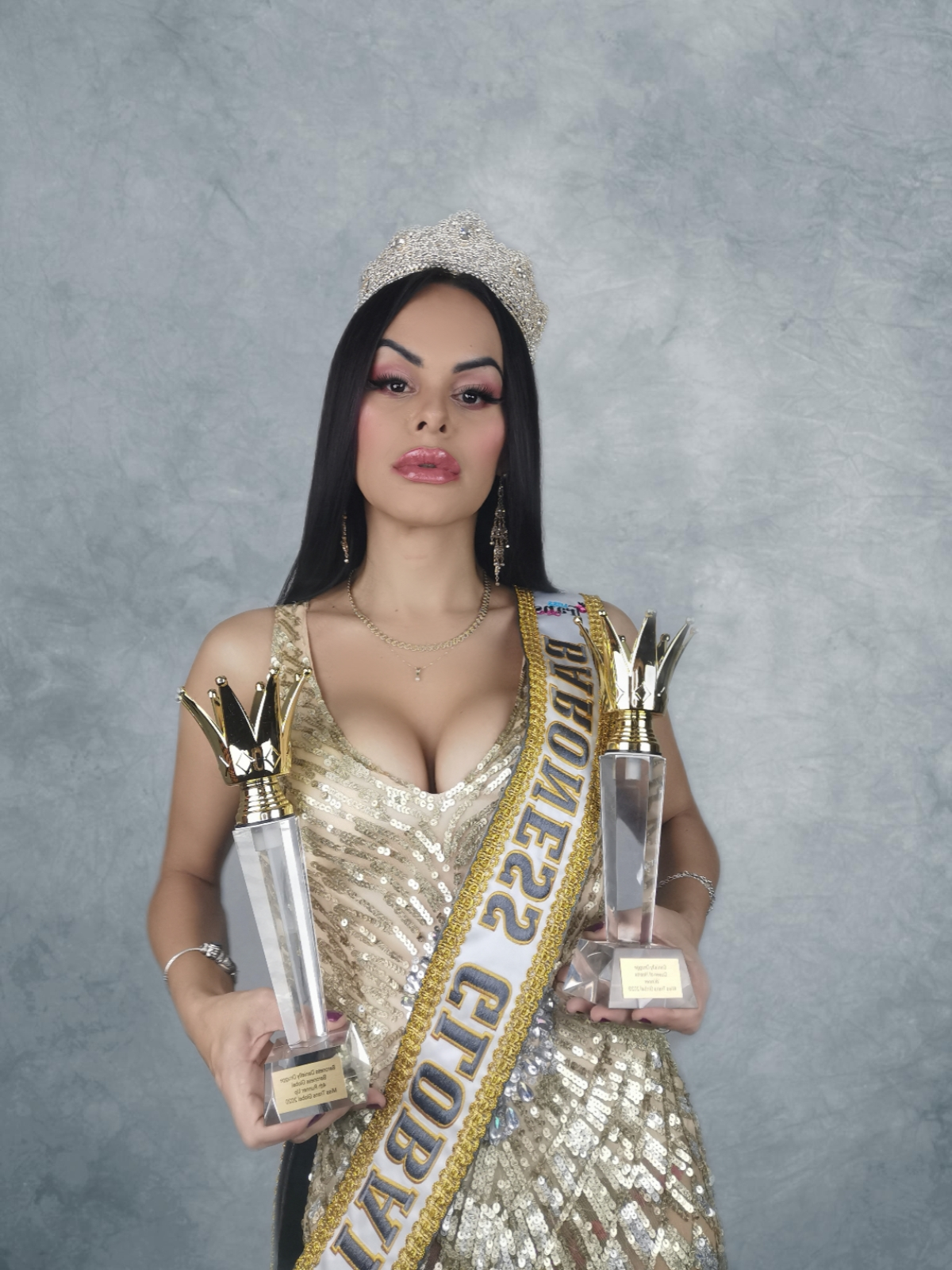
بارونس جهانی ۲۰۲۰
دنیلی دارو
سوئد